# RATBv

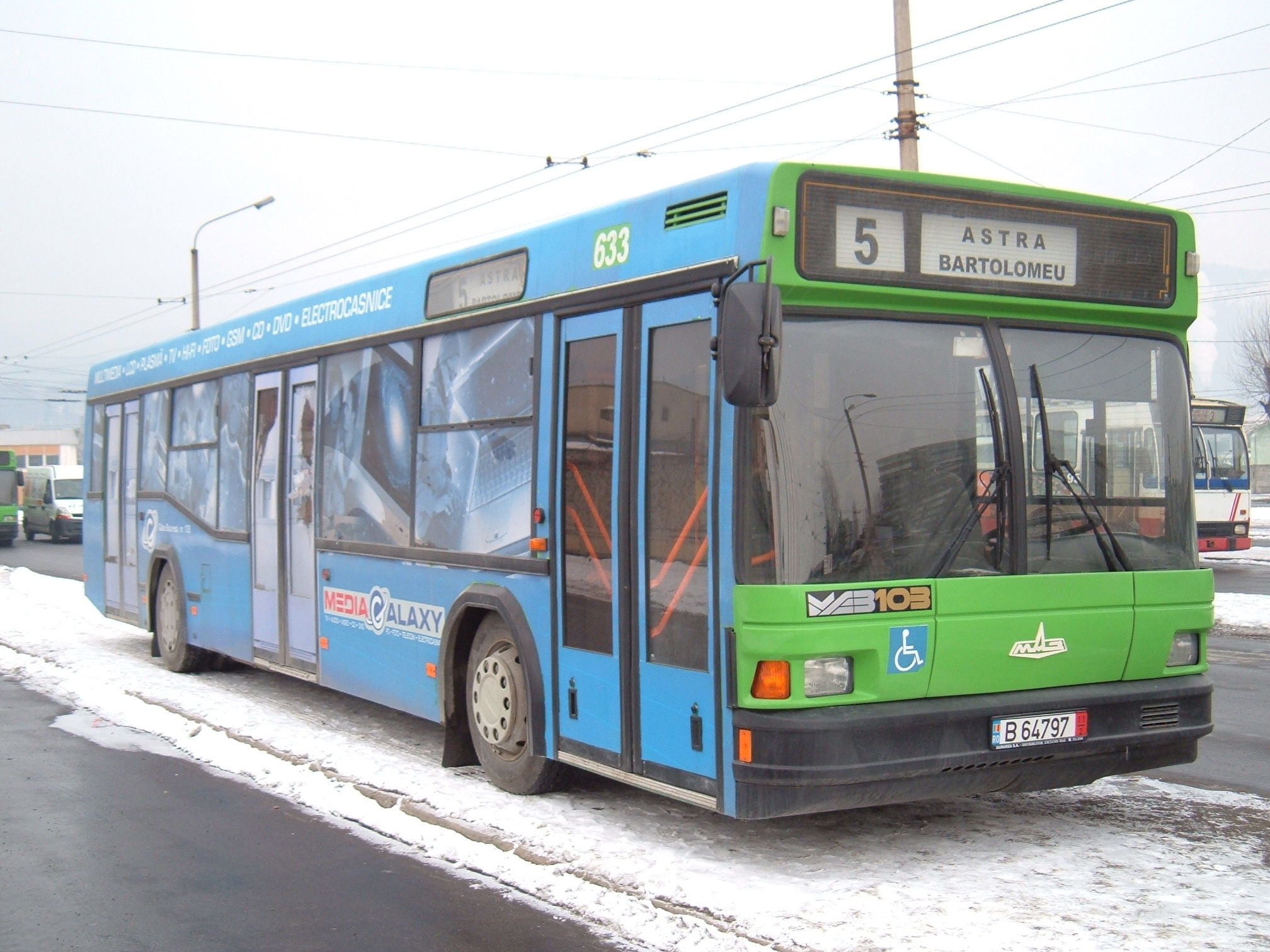
Brașov: autobus MAZ-103 della RATBv n. 633 sulla linea 5

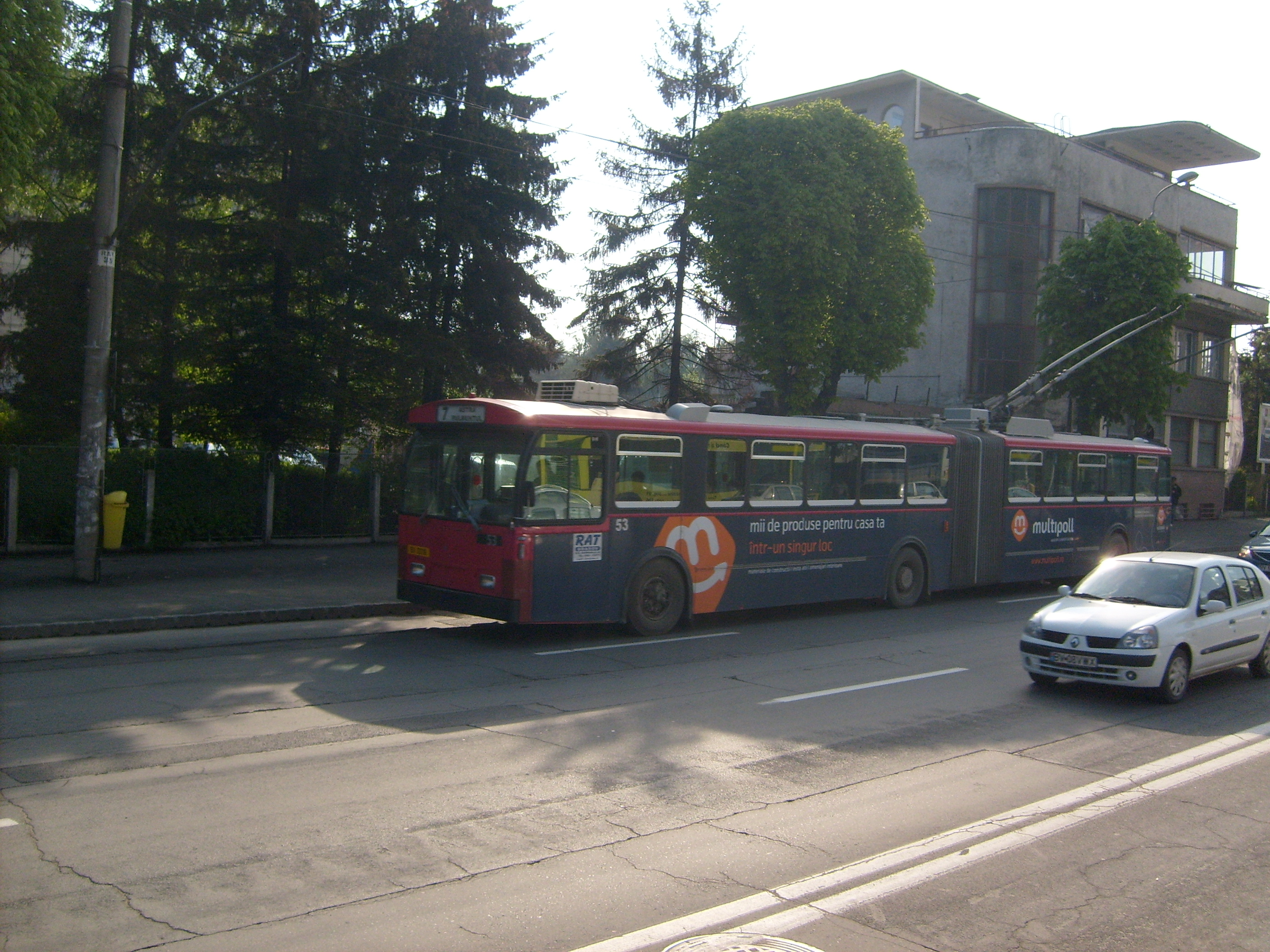
Brașov: filosnodato FBW GT91 n. 53 della RATBv (ex n. 53 della Bernmobil Berna) sulla linea 7

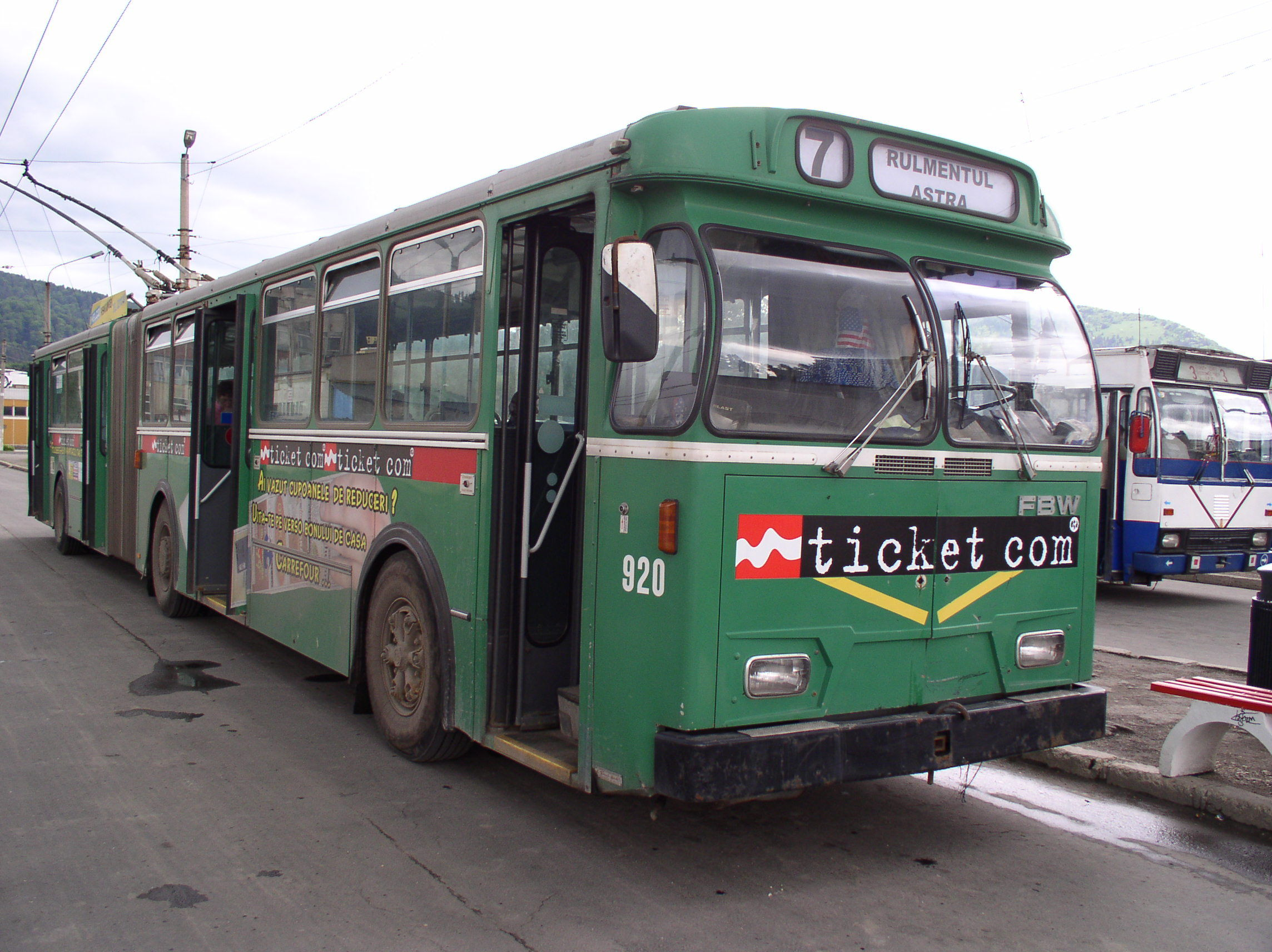
Brașov: filosnodato FBW GTS91 Hess SAAS della RATBv n. 920 (ex-Basilea) sulla linea 7

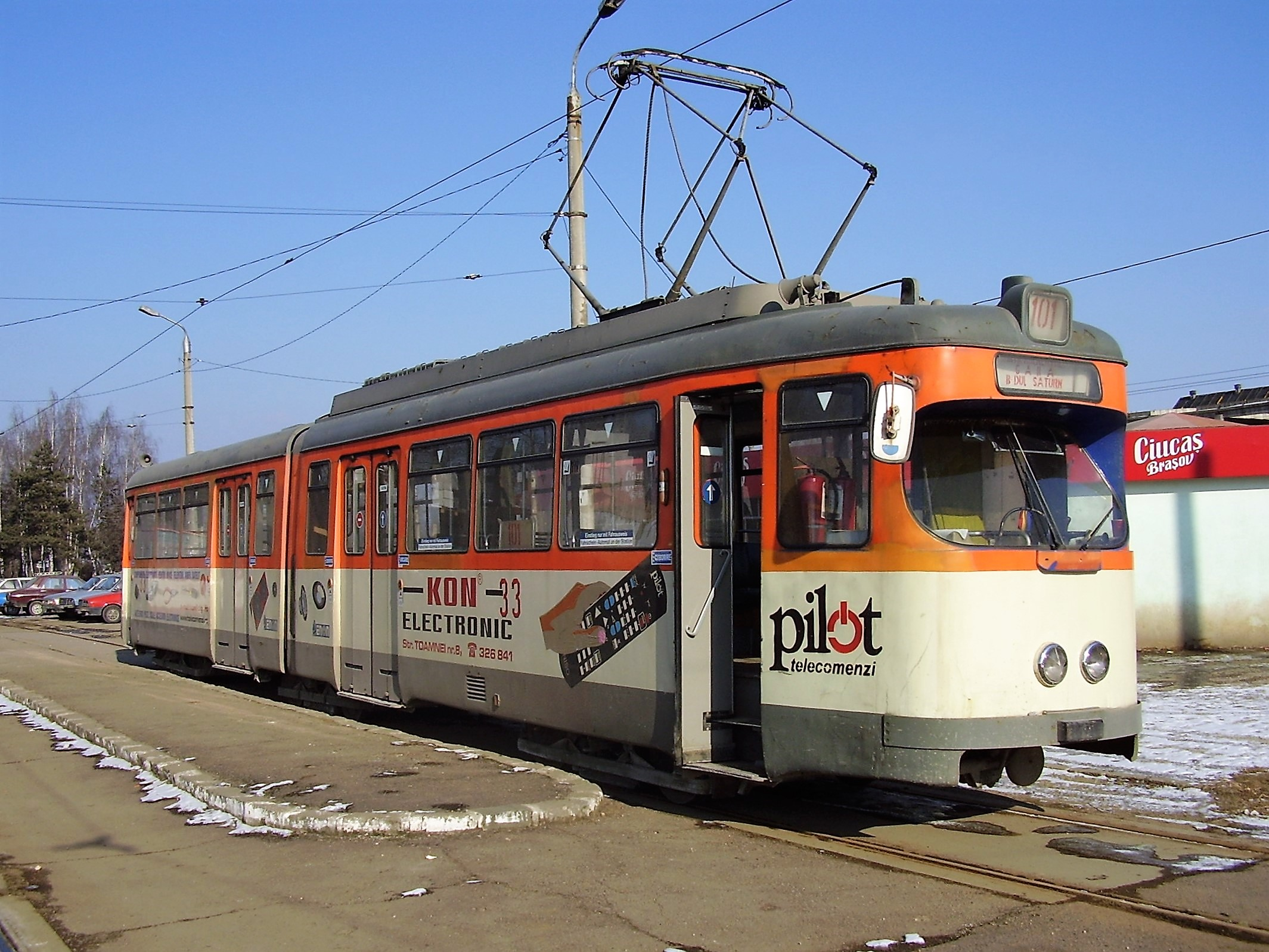
Brașov: tram snodato Duewag n. 33 (ex-Francoforte sul Meno) sulla linea 101

RATBv, sigla di Regia Autonomă de Transport Braşov, è l'azienda che svolge il servizio di trasporto pubblico nella città di Brașov in 
Romania.

## Esercizio
L'azienda gestisce:
- circa quaranta linee automobilistiche, di cui quattro notturne;
- sei linee filoviarie, in esercizio nei soli giorni feriali; sono trasformate in autobus nei giorni festivi e quando non sono disponibili filobus; infatti il parco è vetusto e molte vetture sono state recentemente radiate ed altre sono in fase di accantonamento.

Fino al 17 novembre 2006 c'era anche una linea tranviaria (n. 101), a lunga percorrenza; è stata sostituita dal filobus numero 8 e la rete smantellata.
L'azienda aderisce all'Uniunea Romana de Transport Public, organismo nazionale che riunisce gli operatori rumeni di trasporto pubblico.

## Parco aziendale
La flotta della RATBv è costituita da oltre ottanta filobus e quasi centocinquanta autobus.